# Есауловка (Луганская область)
Есау́ловка (укр. Єсаулівка) — посёлок в Антрацитовском районе Луганской области Украины.

## Географическое положение
Посёлок расположен на реке под названием Крепенская. Соседние населённые пункты: города Миусинск на западе, Красный Луч на северо-западе, посёлки Садовый и Боково-Платово на севере; Крепенский, Верхний Нагольчик, Дубовский, а также город Антрацит, на северо-востоке, село Орехово на востоке, Нижний Нагольчик и село Дьяково на юго-востоке; село Чугунно-Крепинка (ниже по течению Крепенской) в Донецкой области на юго-западе.

## История
В XIX в. — слобода Таганрогского округа Области Войска Донского.
Посёлок городского типа с 28 октября 1938 года.
В январе 1989 года численность населения составляла 1866 человек.
По переписи 2001 года население составляло 1668 человек.
На 1 января 2013 года численность населения составляла 1462 человека.
С весны 2014 года — в составе Луганской Народной Республики.

## Местный совет
94684, Луганская обл., Антрацитовский р-н, пгт. Есауловка, ул. Переверзева, 6А